# 無雙OROCHI 蛇魔
《无双大蛇》是由光荣的Omega Force開發，由光榮發行的動作遊戲。遊戲PlayStation 2版在2007年3月21日在日本正式發行，而美版則在2007年9月18日發行，歐洲在2007年9月21日發行，澳洲在2007年9月27日發行，以及紐西蘭在2007年9月28日發行。此外遊戲也在之後發行了Xbox 360版和PSP版，并且在2008年3月20日發行PC版。
在2008年4月3日，光榮正式在日本推出續集《蛇魔再臨》，歐版和美版則在2008年9月正式發行。此遊戲的第三作《無雙OROCHI Z》於2009年3月12日在日本於PS3平臺正式發行。光榮宣布美版和歐版將不再發行。2018年，《无双大蛇3》发行。

## 特色
該作的特色將會是真·三國無雙系列及戰國無雙系列角色首次正式在無雙系列融合，此外，曾在《戰國無雙2》沒有登場的角色亦會在該作品登場。本作可以允許在同一關卡中操控3個武將，只要在戰鬥中途按一個按鈕就可以轉換人物。
本作的關卡是沿用了《真·三國無雙4》及《戰國無雙2》的56個關卡地圖，加上四傳共用的最終章原創地圖「古志城」，共60關。當中的戰鬥情況和原先的會有所分別，多數關卡的參戰人物已大大改變。有一些甚至會稍微修改地形。

## 故事
故事講述魔王遠呂智嘗試尋找世界真正的強者，於是將時空扭曲，將中國三國時代及日本戰國時代的人物困在一個異世界共同登場。而各個勢力有不同的難處，有些暫時加入遠呂智軍，希望尋找失蹤的主君。有些則直接與遠呂智軍對抗，稱為反抗軍。

### 蜀
蜀軍與遠呂智軍交戰潰敗，多名重要人物失蹤，軍師諸葛亮和劉備義弟關羽和張飛更加入遠呂智軍。被監禁在上田城的趙雲得到神仙左慈幫助下開始逃獄，左慈並給趙雲指點迷津一路招兵馬買擴充軍隊，與同伴星彩及島津義弘一起慢慢尋找失散的蜀國仁君劉備，在與遠呂智軍交戰時，遇到了日本第一兵真田幸村，最後兩人合力對抗遠呂智。雖然蜀軍的主力已經潰敗，但是有黃忠等拒降武將駐守小城，游擊交戰。

### 魏
曹操在與遠呂智交戰時失蹤，部分武將也因為戰敗而紛紛消失蹤跡。其子曹丕因曹操失蹤暫時繼承魏主一職，在無力與遠呂智抗衡的的情況下，被迫與部下張遼、徐晃一同加入遠呂智軍。最後與同被遠呂智收為部下的石田三成聯合起兵反抗遠呂智。

### 吳
吳軍在與遠呂智交戰時多名武將被捕獲。吳主孫堅更被遠呂智捕獲，長子孫策暫代吳主一職加入遠呂智軍，監視行動。遠呂智答應：只要完成一項任務就釋放一名戰俘，慢慢積累實力，有著同樣遭遇的德川家康也在這個章節中與孫策共同扶持戰鬥，孫策易衝動的個性與穩重的德川家康相輔相成。

### 戰國
織田信長、武田信玄和上杉谦信三位战国大名在遠呂智的猛烈攻擊下保持著與原本差不多的戰力，雖然多位武將因為戰敗已經多數投降、少數失去蹤跡，但還是舉起反遠呂智軍隊的旗幟，開始在各地與遠呂智軍交戰。

## 系統
本作是首次引用三人小隊系統，在戰場上按一個按鈕後，可以在戰場上更換角色，而被更換的角色，其生命值及無雙值會慢慢地回復。每名角色在每一個關卡滿足一個條件後，可以學習新的特殊技能（已學習的話會升級）。
本作也是無雙系列首次引入武器合成系統，玩家可以選擇武將的不同武器合成，以增強裝備能力。
- 炎：可將武器賦予燃燒效果，攻擊敵人會燃燒敵人。
- 冰：可將武器賦予冰霜效果，攻擊敵人會冰凍敵人。
- 雷：可將武器賦予雷電效果，攻擊敵人會麻痺敵人。
- 陽：可將武器賦予陽效果，攻擊敵人會使其敵人的防禦破防。
- 斬：可將武器賦予斬殺效果，攻擊敵將會造成大量傷害，可一定機率造成兵卒一擊斃殺。
- 吸生：有一定機率可以吸取體力。
- 吸活：有一定機率可以吸取無雙。
- 勇猛：可提升對敵將的攻擊力。
- 極意：可提升攻擊力。
- 旋風：可增加攻擊範圍。
- 神速：可提升攻擊速度。
- 破天：可提升浮空的攻擊力。
- 背水：血量越少攻擊越強。

## 登場人物
所有在真·三國無雙系列及戰國無雙系列的人物悉數登場，詳細請參看相關條目。此外，商朝歷史人物妲己以及原創人物遠呂智會以敵軍大將身份登場（滿足指定條件後可以被玩家使用）。
蜀國
| 人物名稱 | 聲優       | 武器（Lv4武器）      | 道具         |
| -------- | ---------- | -------------------- | ------------ |
| 趙雲     | 小野坂昌也 | 直槍（豪龍膽）       | 孔明之錦囊   |
| 關羽     | 增谷康紀   | 偃月刀（黃龍偃月刀） | 春秋左氏傳   |
| 張飛     | 掛川裕彥   | 鐵矛（破軍蛇矛）     | 桃園之酒     |
| 諸葛亮   | 小野坂昌也 | 羽扇（朱雀羽扇）     | 出師表       |
| 劉備     | 遠藤守哉   | 尖劍（真黃龍劍）     | 敬母之草鞋   |
| 馬超     | 服卷浩司   | 直槍（龍騎尖）       | 西涼錦之手綱 |
| 黃忠     | 川津泰彥   | 盤刀（破邪旋風斬）   | 黄忠弓       |
| 姜維     | 菅沼久義   | 三尖槍（昂龍顎閃）   | 兵法二十四篇 |
| 魏延     | 增谷康紀   | 長柄雙刀（雙極滅星） | 反骨相之面   |
| 龐統     | 河內孝博   | 幻杖（豪風神杖）     | 水鏡絹布     |
| 月英     | 笠原留美   | 戰戈（湖底蒼月）     | 絡繰人形     |
| 關平     | 中尾良平   | 斬馬刀（神龍昇天刀） | 雲長鉢巻     |
| 星彩     | 野田順子   | 叉突矛（煌天）       | 翼徳之首飾   |

魏國
| 人物名稱 | 聲優       | 武器（Lv4武器）      | 道具       |
| -------- | ---------- | -------------------- | ---------- |
| 夏侯惇   | 中井和哉   | 朴刀（滅麒麟牙）     | 不臣之眼帶 |
| 典韋     | 中井和哉   | 戰斧（真極牛頭）     | 牙門之旗   |
| 許褚     | 吉水孝宏   | 碎棒（蚩尤瀑布碎）   | 牛尾之首布 |
| 曹操     | 岸野幸正   | 將劍（倚天之奸劍）   | 孟德新書   |
| 夏侯淵   | 德山靖彥   | 碎棍（金剛九天斷）   | 夏侯弓     |
| 張遼     | 田中大文   | 鉤鐮刀（黃龍鉤鐮刀） | 白馬篇     |
| 司馬懿   | 瀧下毅     | 燕扇（窮奇羽扇）     | 司馬法     |
| 徐晃     | 山本圭一郎 | 大斧（白虎牙斷）     | 武技白布   |
| 張郃     | 幸野善之   | 鐵鉤（朱雀虹）       | 戰美之薔薇 |
| 甄姬     | 住友優子   | 鐵笛（月妖日狂）     | 妖姬之古琴 |
| 曹仁     | 江川央生   | 牙壁（鳳嘴凰翼）     | 尉繚子     |
| 曹丕     | 神奈延年   | 雙刃劍（無奏）       | 典論       |
| 龐德     | 森田成一   | 雙戟（驚天動地）     | 決死之棺桶 |

吳國
| 人物名稱 | 聲優       | 武器（Lv4武器）      | 道具         |
| -------- | ---------- | -------------------- | ------------ |
| 周瑜     | 吉水孝宏   | 鐵劍（古錠刀真打）   | 天下二分書   |
| 陸遜     | 野島健兒   | 雙劍（閃飛燕）       | 六韜         |
| 太史慈   | 掛川裕彥   | 雙鞭（虎撲毆狼改）   | 六十日誓書   |
| 孫尚香   | 宇和川惠美 | 夏圈（日月乾坤圈）   | 玄德腕輪     |
| 孫堅     | 德山靖彥   | 牙劍（真天狼劍）     | 玉璽         |
| 孫權     | 菅沼久義   | 積刃劍（白炎皇狼劍） | 孫氏之兵法   |
| 呂蒙     | 堀之紀     | 斷戟（白虎顎）       | 戰國策       |
| 甘寧     | 三浦祥郎   | 甲刀（霸海）         | 鵞鳥之羽     |
| 黃蓋     | 稻田徹     | 鐵鞭（斷海鞭）       | 孫吳之酒     |
| 孫策     | 河內孝博   | 旋棍（霸王）         | 孫臏兵法     |
| 大喬     | 島方純子   | 櫻扇（喬美麗）       | 月光花之髮飾 |
| 小喬     | 島方純子   | 桃扇（喬佳麗）       | 陽光花之髮飾 |
| 周泰     | 石川英郎   | 弧刀（宵）           | 青傘蓋       |
| 凌統     | 松野太紀   | 雙節棍（怒濤）       | 仲謀上衣     |

他國
| 人物名稱 | 聲優       | 武器（Lv4武器）    | 道具         |
| -------- | ---------- | ------------------ | ------------ |
| 貂蟬     | 小松里歌   | 雙鎚（金麗玉鎚）   | 奉先簪       |
| 呂布     | 稻田徹     | 鐵戟（無雙方天戟） | 飛將鎧       |
| 董卓     | 堀之紀     | 獄刀（阿修羅）     | 九錫         |
| 袁紹     | 龍谷修武   | 寶劍（真霸道劍）   | 霸道鎧       |
| 張角     | 川津泰彥   | 妖杖（轟火神杖）   | 太平要術     |
| 孟獲     | 幸野善之   | 蠻拳（百獸王）     | 南中王之王冠 |
| 祝融     | 米本千珠   | 投弧刃（業火）     | 火神之羽     |
| 左慈     | 佐藤正治   | 呪符（冥天照符）   | 遁甲天書     |
| 遠呂智   | 置鮎龍太郎 | 鐮刀（無間）       | 神變鬼毒酒   |
| 妲己     | 金月真美   | 妖玉（崩國）       | 殺生石       |

戰國1
| 人物名稱     | 聲優       | 武器（Lv4武器）        | 道具         |
| ------------ | ---------- | ---------------------- | ------------ |
| 真田幸村     | 草尾毅     | 十文字槍（炎槍素戔鳴） | 六文錢       |
| 前田慶次     | 上田祐司   | 二又矛（天之瓊鉾）     | 慶次道中日記 |
| 織田信長     | 小杉十郎太 | 鬼切（蛇之麁正）       | 敦盛繪卷     |
| 明智光秀     | 綠川光     | 業物（靈劍布都御魂）   | 愛宕百韻     |
| 石川五右衛門 | 江川央生   | 石割（魁伐折羅）       | 千鳥香爐     |
| 上杉謙信     | 中田讓治   | 七握刀（天叢雲）       | 馬上杯       |
| 阿市         | 前田愛     | 劍玉（木花開耶．菊）   | 小豆袋       |
| 阿國         | 山崎和佳奈 | 番傘（日向天鈿女）     | 勸進帳       |
| くのいち     | 永島由子   | 穴苦無（絕不知火）     | 黃熟香       |
| 雜賀孫市     | 磯部弘     | 種子島（焰獄火具土）   | 雜賀胴衣     |
| 武田信玄     | 鄉里大輔   | 將配（天孫降臨）       | 武田軍旗     |
| 伊達政宗     | 檜山修之   | 陣太刀（大覇狩）       | 獨眼龍之煙管 |
| 濃姬         | 鈴木麻里子 | 蜘蛛（蛭虸）           | 道三之小刀   |
| 服部半藏     | 黑田崇矢   | 鎖鎌（闇牙黃泉津）     | 伊賀流忍術書 |
| 森蘭丸       | 進藤尚美   | 野太刀（神劍卡姆多）   | 善隣國寶記   |

戰國2
| 人物名稱   | 聲優       | 武器（Lv4武器）        | 道具       |
| ---------- | ---------- | ---------------------- | ---------- |
| 豐臣秀吉   | 石川英郎   | 三節棍（三貴宇津皇子） | 信長之草履 |
| 今川義元   | 河內孝博   | 蹴鞠（意富加牟豆美）   | 枕草子     |
| 本多忠勝   | 大塚明夫   | 豪槍（闘尖荒覇吐）     | 鹿角脅立兜 |
| 稻姬       | 大本真基子 | 長弓（天之麻迦古弓）   | 白鉢巻     |
| 德川家康   | 中田讓治   | 筒槍（煌刃獲加武）     | 貞觀政要   |
| 石田三成   | 竹本英史   | 義扇（志那都神扇）     | 三獻茶     |
| 淺井長政   | 神谷浩史   | 椎矛（倭王八千戟）     | 小谷之賞牌 |
| 島左近     | 山田真一   | 戰場刀（猛壬那刀）     | 影目錄     |
| 島津義弘   | 江川央生   | 丸太槌（大槌伊武岐）   | 花札豬鹿蝶 |
| 立花誾千代 | 進藤尚美   | 稻妻刀（雷鋼須世理）   | 道雪具足   |
| 直江兼續   | 高塚正也   | 寶劍（神直毘御劍）     | 直江狀     |
| 寧寧       | 山崎和佳奈 | 飛刀（豐玉翔小太刀）   | 太閤記     |
| 風魔小太郎 | 檜山修之   | 鐵籠手（闇御津破）     | 風魔血判狀 |
| 宮本武藏   | 金子英彥   | 雙劍（石裂岩刀劍）     | 五輪書     |

## PSP版
無雙蛇魔移植PSP版後，仍維持大部份遊戲內容。無雙系列首次在攜帶機上以一個戰場一個畫面進行遊戲。不過大部份動畫改以cut-in事件進行。聲音部份保留cut-in及戰鬥時擊退敵武將的聲音。此外，PSP版亦修正了PS2版的BUG，呂布個人物品的取得難度亦有所減低。

## 外部連結
- （日語）《無雙OROCHI 蛇魔》官方網站 （页面存档备份，存于）
- （繁體中文）《無雙OROCHI 蛇魔》官方網站 （页面存档备份，存于）